# Neuronema huangi
Neuronema huangi is een insect uit de familie van de bruine gaasvliegen (Hemerobiidae), die tot de orde netvleugeligen (Neuroptera) behoort. 
Neuronema huangi is voor het eerst wetenschappelijk beschreven door C.-k. Yang in 1981.